# ISO 3166-2:MM
ISO 3166-2:MM è la specifica dello standard ISO 3166-2, parte della norma ISO 3166 dell'Organizzazione internazionale per la normazione (ISO), che definisce i codici per i nomi delle principali suddivisioni della Birmania (il cui codice ISO 3166-1 alpha-2 è MM).
Attualmente i codici coprono le sette regioni, gli altrettanti stati e il territorio dell'Unione di Naypyidaw. Iniziano con la sigla MM-, seguita da due cifre (01–07: regioni; 11–17: stati).

## Codici attuali
I codici e i nomi sono elencati nell'ordine standard ufficiale pubblicato dalla ISO 3166 Maintenance Agency (ISO 3166/MA).
| Codice | Suddivisione | Tipo                   |
| ------ | ------------ | ---------------------- |
| MM-07  | Ayeyarwady   | regione                |
| MM-02  | Bago         | regione                |
| MM-03  | Magway       | regione                |
| MM-04  | Mandalay     | regione                |
| MM-01  | Sagaing      | regione                |
| MM-05  | Tanintharyi  | regione                |
| MM-06  | Yangon       | regione                |
| MM-14  | Chin         | stato                  |
| MM-11  | Kachin       | stato                  |
| MM-12  | Kayah        | stato                  |
| MM-13  | Karen        | stato                  |
| MM-15  | Mon          | stato                  |
| MM-16  | Rakhine      | stato                  |
| MM-17  | Shan         | stato                  |
| MM-18  | Naypyidaw    | territorio dell'Unione |